# Vorstadtkatastrophe

Aufnahme von eingestürzten Häusern und Schutt nach den Einbruch des Ufers bei der Katastrophe 1887, Foto: Bruno Wehrli

Die Vorstadtkatastrophe war ein Ereignis, bei welchem am 5. Juli 1887 das Ufer des Zugersees in der Schweizer Stadt Zug einbrach und 35 Häuser im See versanken. Dabei kamen elf Personen ums Leben und etwa 650 wurden obdachlos.

## Geschichte

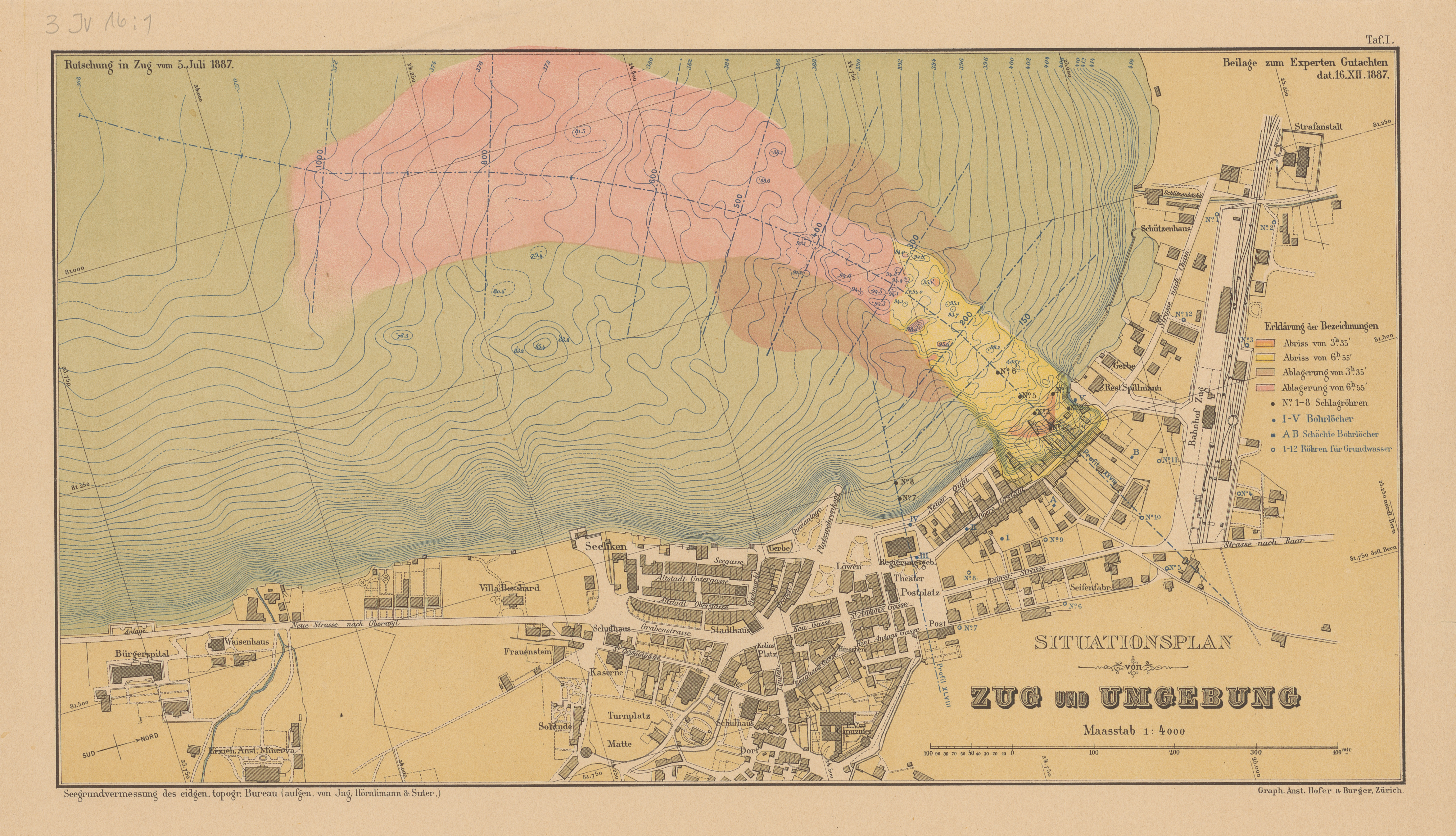
Situationsplan nach der Katastrophe, 1887

Die Zuger Vorstadt war auf geotechnisch instabiler Seekreide gebaut. Die Ost-West-Bahn-Gesellschaft wollte dort ab den 1860er Jahren ein Quaiprojekt realisieren. Der Projektauftrag ging an den Ingenieur Franz Karl Stadlin, Karl Pestalozzi erstellte dafür ein erstes Gutachten, und die Bauprojekte der Zuger Quaianlage wurden jahrzehntelang politisch diskutiert. In den 1880er Jahren begannen die Quaiarbeiten. Risse veranlassten den Stadtrat, Albert Heim und Robert Moser mit einem Gutachten zu beauftragen, das im Juli 1884 abgeschlossen wurde und die Arbeiten infrage stellte. Dem Einfluss des Baupräsidenten Clemens Henggeler ist es wahrscheinlich zuzuschreiben, dass das Gutachten von Heim und Moser kaum im Stadtrat diskutiert wurde und die Arbeiten fortgesetzt wurden.
Am Tag der Katastrophe, dem 5. Juli 1887, verlor der Untergrund am Ort der Quaiarbeiten seine Festigkeit. Nachmittags stürzten am Ufer einige Gebäude in den See, mehrere Personen starben. Ein zweiter Ufereinbruch folgte am Abend: Kurz vor sieben Uhr wankten die Mauern der Zuger Vorstadt, panisch flüchteten die Bewohner, als die Häuser einstürzten und im See versanken. Im Ganzen starben elf Menschen, etwa 650 Personen wurden obdachlos, und 35 Gebäude wurden zerstört. Eine etwa 150 Meter lange Bucht tat sich auf, die etwa 70 Meter ins Land hinein reichte. In der Bucht schauten Dächer von versunkenen Häusern hervor, Hausrat, Balken und Möbel schwammen im See. Der Ufereinbruch bewirkte eine Flutwelle, die ein Dampfschiff an Land spülte.
Nach wenigen Tagen setzte ein Katastrophentourismus ein; Schaulustige, die von weither kamen, liessen sich auf Schiffen für 40 Centimes zur Abbruchzone fahren.
Im nördlichen Bereich der Einbruchzone erinnert seit 1887 ein Gedenkstein mit einem Gedicht von Isabelle Kaiser an das Unglück. Im Anschluss an die Katastrophe wurde 1891 von Robert Moser der Rigiplatz realisiert. Zusätzlich wurden danach aus Sicherheitsgründen die umliegenden Häuser am „Neuen Quai“ abgerissen und die Rössliwiese geschaffen. Von der Vorstadtkatastrophe leitet sich der Name der Katastrophenbucht ab.
Im Staatsarchiv des Kantons Zug finden sich zahlreiche Akten zur Vorstadtkatastrophe.

## Zitate

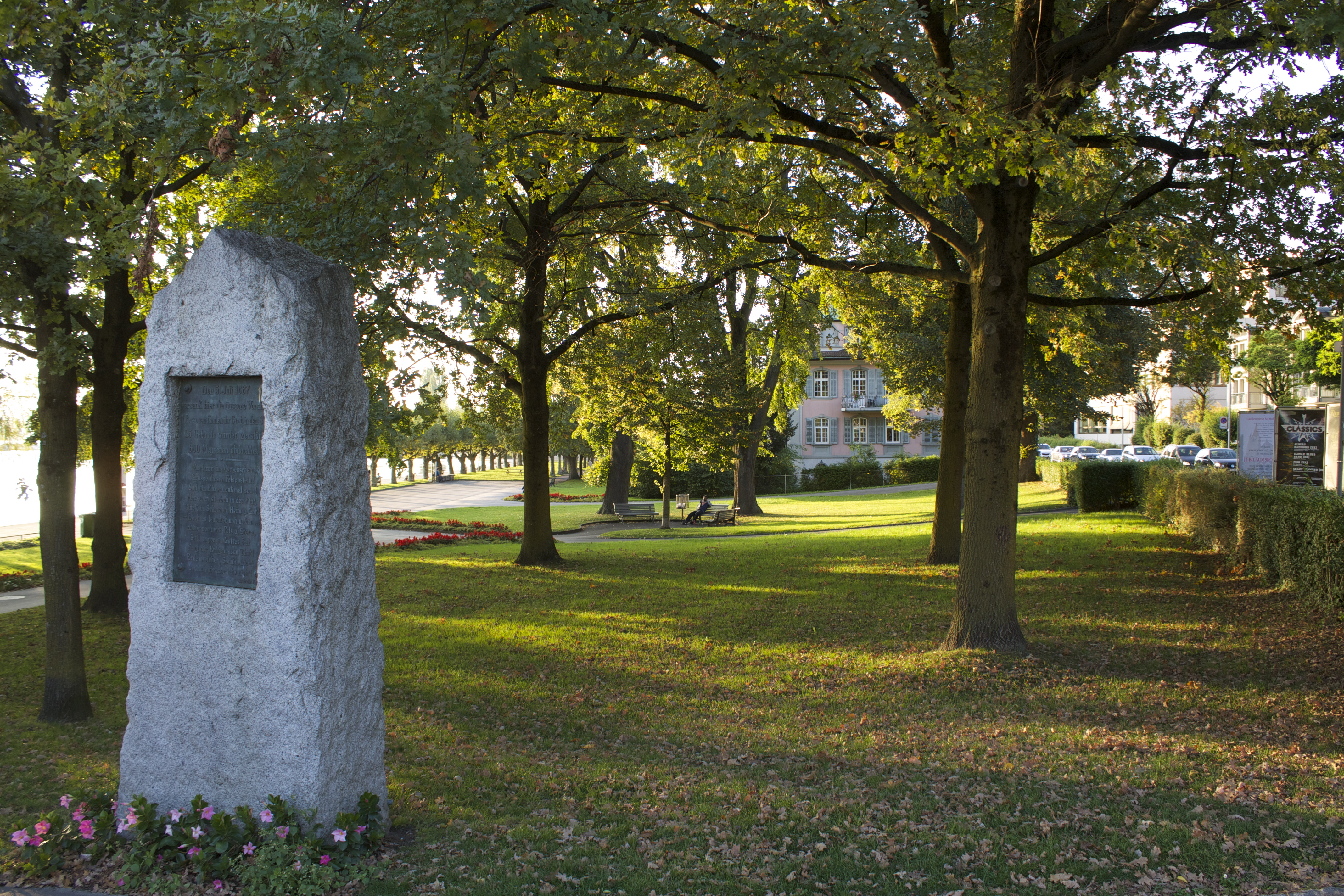
Gedenkstein (1887) mit Gedicht an das Unglück von Isabelle Kaiser

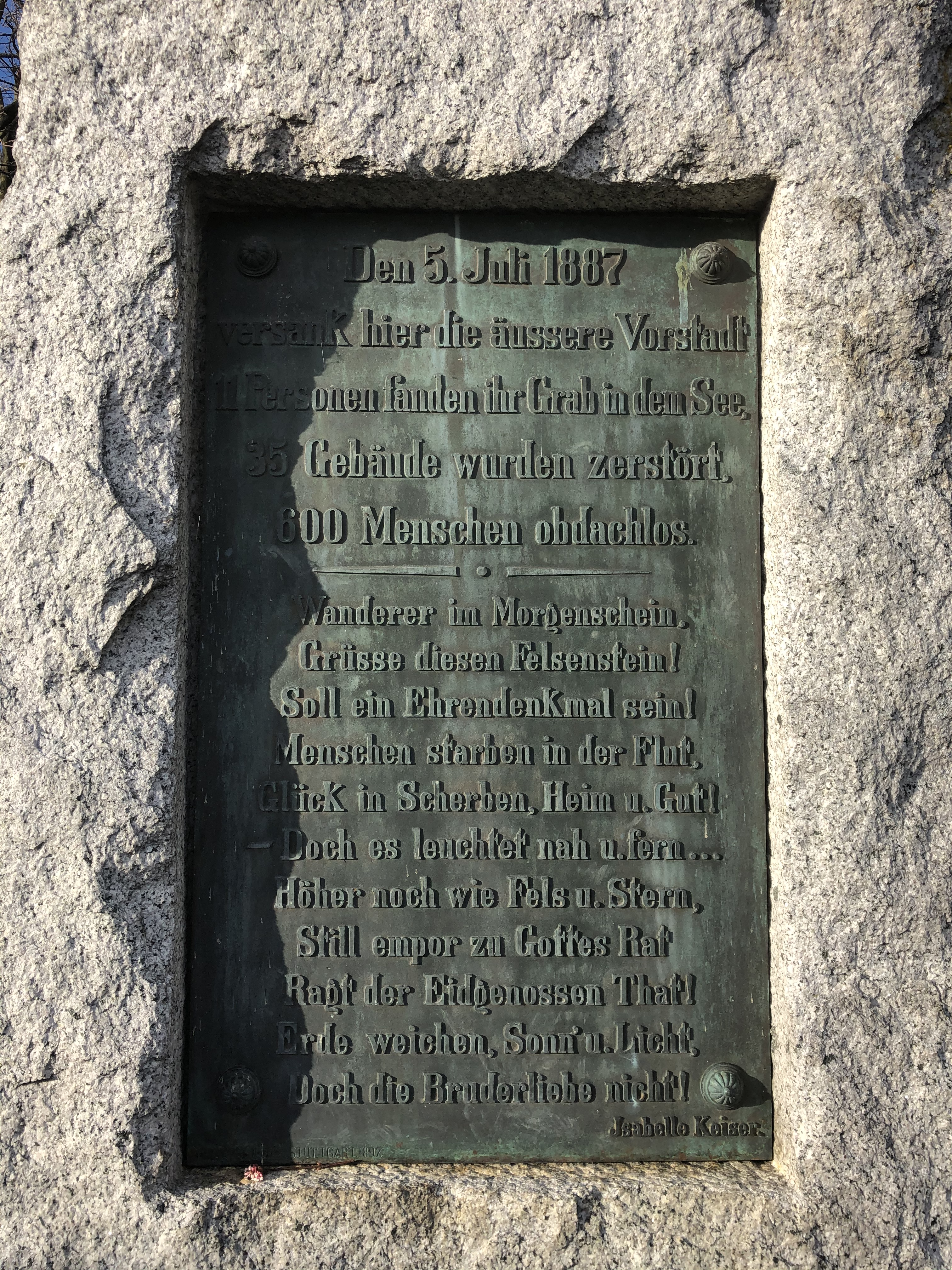
Gedenktafel

„[…] und so verfügte denn der kantonale Militärdirektor […] die Einberufung der I. und II. Kompagnie des Auszügerbatallons 48 […]. Dieses verhältnismässig starke Aufgebot erfolgte mit Rücksicht auf den für Sonntag den 10. Juli zu erwartenden und dann auch wirklich eintreffenden grossen Andrang von Publikum, das zu Tausenden von überallher zuströmte […]. Es wimmelte von Photographen und Reportern in- und ausländischer Zeitungen.“

„Wanderer im Morgenschein, / Grüsse diesen Felsenstein! / Soll ein Ehrendenkmal sein! / Menschen starben in der Flut, / Glück in Scherben, Heim u[nd] Gut! / – Doch es leuchtet nah u[nd] fern … / Höher noch wie Fels u[nd] Stern, / Still empor zu Gottes Rat / Ragt der Eidgenossen That! / Erde weichen, Sonn’ u[nd] Licht, / Doch die Bruderliebe nicht!“